# Chan asz-Szih
Chan asz-Szih (arab. خان الشيح) – miasto w Syrii, w muhafazie Damaszek. W 2004 roku liczyło 12 148 mieszkańców.